# Fontevivo
Fontevivo – miejscowość i gmina we Włoszech, w regionie Emilia-Romania, w prowincji Parma.
Według danych na rok 2004 gminę zamieszkiwały 4874 osoby, 195 os./km².